# گل میمونی

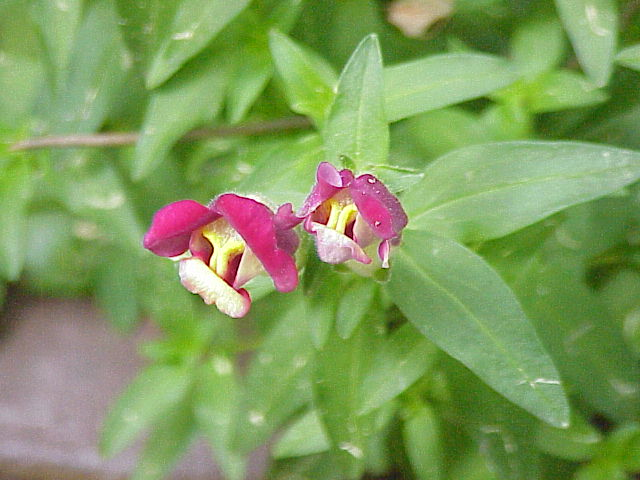
گل میمونی و برگ‌های آن

گل میمون ( خاندان بزی آن را گل میمونی می نامند) با نام علمی Antirrhinum majus گونه‌ای گل زینتی است که در باغبانی بسیار نامعمول است و در فصل تابستان با گل‌های رنگارنگ و مخملی خود جلوه خاصی به باغچه‌ها می‌دهد.
این گیاه از جنس Antirrhinum و متعلق به تیره گل‌میمونیان (scrophulariaceae) است. از گل‌های زینتی دیگری که از این خانواده در باغبانی معمول است گل انگشتانه Digitalis و گوشی calceolaria را می‌توان نام برد.
از جنس Antirrhinum حدود ۴۰ گونه مختلف علفی یکساله و دو ساله و چند ساله و نیمه درختچه‌ای شناسایی شده که یکی از این گونه‌ها Antirrhinum majus است که نام علمی گل میمون بوده و از گیاهان علفی چند ساله این جنس می‌باشد ولی معمولاً از آن به‌عنوان گل یکساله استفاده می‌شود و دارای تعداد زیادی واریته و فرم مختلف است. طول گیاه و رنگ و اندازهٔ گل در واریته‌های مختلف متفاوت بوده و همین تنوع این گونه را جزء یکی ازپر استفاده‌ترین گیاهان در گل‌کاری قرار می‌دهد.
ارتفاع این گیاه در واریته‌های مختلف بین ده سانتیمتر تا دو متر متغیر است . از فرم‌های بلند آن برای گل بریده و از فرم‌های کوتاه آن برای کاشت در حاشیه باغچه‌ها می‌توان استفاده کرد.

## طرز نگهداری و کاشت
گل میمون برای رشد و گلدهی به نور کافی احتیاج دارد . بنابراین بایستی در محل آفتابگیر در باغچه کاشته شود. خاک باغچه باید بایستی قوی و دارای زهکشی خوبی باشد.
فاصله کاشت نسبت به طول گیاه فرق می‌کند معمولاً فرم‌های کوتاه را با فاصله ۲۵ تا ۳۰ سانتیمتری و فرم‌های بلند را با فاصله ۵۰-۴۰ سانتیمتری می‌کارند.
برای طولانی شدن طول گلدهی گل‌ها را می‌برند و از آن به عنوان گل بریده استفاده می‌کنند یا بعد از پژمرده شدن و قبل از تشکیل بذر آن‌ها را قیچی می‌کنند.
زمانی که گیاه بعد از مدتی گل دادن فرم شاداب و جوان خود را از دست داد آن را از محل نزدیک به زمین قیچی کرده و سپس با یک کود مایع آن را کودپاشی می‌کنند. در این صورت گیاه از نو شروع به رشد و فعالیت کرده و گل‌های خوبی خواهد داد.
گل میمون را در گلدان نیز می‌توان پرورش داده و نسبت به زمان کاشن بذر در فصول مختلف در گلخانه به گل می‌نشیند.

## ازدیاد گل
بهترین روش تکثیر کاشت بذر است که آن را به دو صورت می‌توان انچام داد:
۱- در فصل پاییز بذرها را در ترکیبی خاکی که نصف ماسه و نصف پیت یا خاک برگ است در گلخانه بکارند . بذرها معمولاً" بعد از ۲۰-۱۰ روز سبز می‌شوند . بعد از اینکه نشاءها باندازه کافی رشد کردند در گلدان‌های کوچک کاشته می‌شوند و در گلخانه سرد یا شاسی قرار می‌گیرند. این گیاهان در فصل بهار به باغچه منتقل شده و گیاهانی که بدین ترتیب پرورش یافته‌اند زودتر از سایرین به گل می‌نشینند و در واقع با این روش گل‌های زودرس بدست می‌آیند . در صورتی‌که فرم‌های بلند آن برای گل بریده پرورش داده شده باشند، می‌توان بعد از جابجا کردن نشاها آن‌ها را در گلخانه‌ای که حداقل درجه حرارت آن بین –۷و ۴ درجه سانتیگراد باشد قرار داد و در فصل زمستان از گل‌های آن استفاده کرد.
۲- طریقه دیگر کاشت مستقیم بذر است یعنی می‌توان بذر را در بهار مستقیماً در خاک باغچه پاشید. در آبیاری آن دقت شود که به‌طور یکنواخت با آبپاش که سوراخ‌های ریز دارند آبیاری شوند و بعد از سبز شدن بذرها آن‌ها را تُنُک نموده و فاصله مناسب را رعایت می‌کنند.

## بیماری و آفت
یکی از بیماری‌های رایج در گل میمون بیماری قارچی زنگ است که بسرعت در گیاه پیشرفت می‌کنند. لکه‌های قهوه‌ای رنگ پودر مانند که در زیر برگ و در روی ساقه ظاهر می‌شود از علائم بیماری هستند.
آفت شته نیز معمولاً روی شاخه‌های جوان بچشم می‌خورد که می‌توان با استفاده از سم‌هایی که در بازار موجود است نسبت به سمپاشی اقدام کرد.